# ДОТ № 179 (КиУР)
ДОТ № 179 — долговременная огневая точка, расположенная близ села Вита-Почтовая и входившая в первую линию обороны Киевского укрепрайона.

## Строительство
ДОТ № 179 построен в начале 1930-х годов по индивидуальному проекту и относится к типу «мина» (также «минная группа» или «огневая группа»), одно из четырёх подобного типа в КиУР. ДОТ врезан в холм древнего городища и состоит из одного трёхамбразурного каземата для станковых пулемётов и наблюдательного пункта (НП). Каземат и НП соединены сетью подземных потерн-галерей протяжённостью около 230 метров. В этих потернах обустроены помещения для отдыха постоянного гарнизона (35 человек), склады провианта и боеприпасов. В «мине» не существовало укрытия для подразделений полевого заполнения (так называемый переменный гарнизон), которое должно было бы прикрывать сооружение на ближних дистанциях от действий вражеских штурмовых групп. ДОТ № 179 включал в себя специальное противохимическое убежище и поэтому относится к фортификационным сооружениям типа
 «Б», имеет класс стойкости «М1», то есть способен выдержать одно попадание 203-мм гаубицы в свой каземат.
«Минная группа» прикрывала своим огнём шоссе на Васильков. Объём её подземной части несоразмерен с единственным пулемётным казематом. По мнению исследователей во время проектирования сооружения в начале 1930-х годов ещё не было опыта в использовании подобных ДОТ. Поэтому данную конструкцию можно рассматривать как экспериментальную.

## Служба
Фортификационное сооружение приняло участие в Великой Отечественной войне и организационно входило в шестой батальонный район обороны (БРО) КиУР, прикрывающего район Юровка — Вита-Почтовая. Во время первого генерального штурма КиУР, который начали войска 29-го армейского корпуса вермахта 4 августа 1941 года, ДОТ имел боевой контакт с противником начиная с первых минут вражеского наступления. В тот же день он был уничтожен. Во время фазы позиционной войны, шедшей под Киевом в августе-сентябре 1941 года руины ДОТ находились в ближнем тылу немцев.

## Современность
Потерны ДОТ № 179 уцелели. После войны на холме ДОТ был установлен памятные знаки красноармейцам-защитникам Киева.

## Галерея
- Памятный знак защитникам Киева на холме «мины».
- Вход в «мину».